# Roger Rossat-Mignod
Roger Rossat-Mignod (ur. 23 września 1946 we Flumet) – francuski narciarz alpejski. Nie startował na mistrzostwach świata. Zajął 15. miejsce w zjeździe na igrzyskach w Sapporo w 1972r. Najlepsze wyniki w Pucharze Świata osiągnął w sezonie 1971/1972, kiedy to zajął 11. miejsce w klasyfikacji generalnej, a w klasyfikacji giganta był trzeci.

## Sukcesy

### Puchar Świata

#### Miejsca w klasyfikacji generalnej
- 1966/1967 – 27.
- 1968/1969 – 37.
- 1969/1970 – 55.
- 1970/1971 – 34.
- 1971/1972 – 11.
- 1972/1973 – 46.

#### Miejsca na podium
1. Berchtesgaden – 10 stycznia 1972 (gigant) – 1. miejsce
2. Pra Loup – 19 marca 1972 (gigant) – 3. miejsce